# Pirates of the Caribbean: At World's End
Pirates of the Caribbean: At World's End is een Amerikaanse fantasy/avonturenfilm uit 2007. De film is het tweede vervolg op Pirates of the Caribbean: The Curse of the Black Pearl. De hoofdrolspelers zijn Johnny Depp, Orlando Bloom en Keira Knightley. Chow Yun-Fat speelt de beruchte piraat Sao Feng. Rolling Stones-gitarist Keith Richards speelt Kapitein Teague, de vader van hoofdpersonage Jack Sparrow.
In januari 2007 waren de opnamen klaar. De eerste bewerkte versie van de film duurde drie uur. In april werd gemeld dat de uiteindelijke bioscoopversie bijna drie uur duurt.
Op 20 maart 2007 werd de officiële trailer van de film openbaar gemaakt, maar een dag eerder was de Russische versie van de trailer al te vinden op internet.
De film ging in première op 19 mei 2007 in Disneyland, de thuishaven van de pretparkattractie waarop de filmtrilogie is gebaseerd. De kaartjes voor die film kostten 1500 dollar per stuk, maar een zeer groot deel van het bedrag werd gedoneerd aan de Make-A-Wish Foundation. In totaal werd ongeveer 3 miljoen dollar ingezameld.
Op 22 mei 2007 was de Ambilight Opening Night van Pirates of the Caribbean: At World's End in het Amsterdamse Tuschinski-theater. Na de filmvertoning was er een groot themafeest in Escape.
Rondom de première van de film verschenen in 2007 onder andere actiepoppetjes, bordspellen en een videospel. De Nederlandse televisiezender Veronica besteedde de hele maand mei aandacht aan de film, met een tijdelijk wekelijks televisieprogramma. Iets dergelijks deed Veronica ook al bij de première van Mission: Impossible III in 2006.
De CGI-effecten, die ook in dit deel rijkelijk aanwezig zijn, zijn geproduceerd door Industrial Light and Magic van George Lucas. Mede door de geavanceerde computereffecten kwam het uiteindelijke kostentotaal van de film uit op zo'n 300 miljoen dollar. Het was daarmee de duurste film tot 2011, niet gecorrigeerd voor inflatie.

## Verhaal
Het verhaal van deze derde film gaat verder waar deel twee abrupt was afgelopen. Kapitein Jack Sparrow is verzwolgen door de Kraken, een gigantisch zeemonster, en Cutler Beckett, een hoge ome binnen de Britse Oost-Indische Compagnie, heeft het schip de Flying Dutchman en haar monsterlijke bemanning in zijn macht, waarmee hij alle piraten ter wereld probeert uit te roeien.

### Jack Sparrow wordt opgehaald uit "De kist"
Het is aan Will Turner, zijn geliefde Elizabeth Swann en de rest van de bemanning van Jack Sparrow om met hulp van de uit de dood teruggekeerde Kapitein Hector Barbossa Jack terug te vinden. Voor deze hachelijke onderneming hebben ze bijzondere navigatiekaarten nodig, die hen niet alleen naar de Andere Wereld, maar ook naar "De Kist van Davy Jones" kunnen leiden. Deze "Kist" is een plek in de Andere Wereld waar Jack door zijn dood is terechtgekomen. Na een lange reis in de Andere Wereld vindt de bemanning Jack op een vreemd wit eiland, midden in de zee. Jack stapt aan boord, en de terugreis gaat van start.
De Black Pearl en haar bemanning zijn bijna op de weg terug in de wereld van de stervelingen wanneer ze kleine bootjes met mensen erin in tegenovergestelde richting langs het schip zien varen. Het blijken de pas gestorvenen te zijn, die hun reis naar het hiernamaals maken. In een van de vele bootjes die naar het hiernamaals varen, ziet Elizabeth haar vader, die vermoord werd door Lord Beckett. Elizabeth raakt in paniek en wil hem redden, maar haar vader lijkt te berusten in zijn lot.
De terugreis naar de "bovenwereld" is echter makkelijker gezegd dan gedaan. Volgens de bijzondere navigatiekaarten is het enige moment waarop de overleden zielen kunnen terugkeren uit de onderwereld, het moment dat de zon een groene flits vertoont bij zonsondergang. Wanneer die groene flits zal verschijnen, weet niemand. Jack bestudeert daarom de navigatiekaarten nog eens uitvoerig, op zoek naar meer aanwijzingen. Hij ontdekt de inscriptie "Up is down" (Boven is beneden). De bemanning laat het schip kapseizen zodat het 180 graden gedraaid in zee komt te liggen. Wanneer vervolgens bij zonsondergang een groene flits uit de zon verschijnt, verwisselen de lucht en de zee van plaats en weten Jack en zijn bemanning aan de onderwereld te ontsnappen.

### De macht van Lord Beckett
James Norrington, de vroegere liefde van Elizabeth, en in dienst van de Britse Oost-Indische Compagnie, heeft inmiddels de status van Admiraal. Hoewel hij in deel 2 van de filmreeks aan lagerwal was geraakt en tegen wil en dank piraat was geworden, heeft hij zijn carrière weer terug, nadat hij het hart van Davy Jones aan Lord Beckett heeft overhandigd. Dit hart had Jones - de gevreesde heerser van de zee - ooit uit zijn eigen lichaam gesneden en veilig opgeborgen, maar in deel twee van de filmserie was het gevonden door Jack, Norrington en Elizabeth. Op het moment dat ze het hart vonden, kwam Will. Wie het hart van Jones heeft, heeft hem in zijn macht. Nu Beckett het hart van Jones bezit, heeft hij de controle over zijn schip, de Flying Dutchman, en heerst hij nu over de Zeven zeeën. Jones werd door hem al bevolen om de Kraken te doden, het zeemonster dat volledig in de macht van Jones was, en wordt nu gedwongen om alle piratenschepen stuk voor stuk aan te vallen. Het is de droom van Beckett om alle piraten ter wereld uit te roeien en op te knopen, en dankzij Jones' hart lijkt dit nu allemaal werkelijkheid te worden.

### Vergadering van de piratenleiders
Door de overgebleven piraten over de hele wereld wordt inmiddels het beruchte lied van de Broederschap Bijeenkomst gezongen: Een lied dat de 9 piratenleiders naar Shipwreck Cove moet leiden voor een belangrijke vergadering. Nu alle piraten ter wereld bedreigd worden, is het meer dan ooit nodig om samen te komen en een plan te verzinnen om te overleven. Elke piratenleider moet zijn zilverling meenemen naar de vergadering, om straks aan te kunnen tonen dat hij een van de negen piratenleiders is, of een opvolger ervan.
Tijdens de reis naar Shipwreck Cove wordt er meer bekend over de betekenis van die zilverlingen. Behalve voor de herkenning van piratenleiders dienen de negen zilverlingen nog ergens anders voor. Ze zijn ooit gebruikt om de heidense godin Calypso in een menselijk lichaam te binden. Calypso regeerde ooit over de Zeven zeeën, maar was zo machtig dat de piratenleiders haar gevangennamen en haar in een menselijk lichaam stopten, zodat ze in toom te houden was. Jack en Barbossa zijn twee van de negen piratenleiders. Een van de andere zeven is kapitein Sao Feng, een machtige kapitein uit Singapore die berucht en gevreesd is bij vele piraten. Om Feng op een dwaalspoor te brengen, en hem zo in toom te kunnen houden, doet Barbossa alsof Elizabeth de godin Calypso is. Feng koopt Elizabeth van Barbossa over en neemt haar mee op zijn schip. Wanneer het schip van Feng tijdens de reis naar Shipwreck Cove wordt aangevallen door de Flying Dutchman, wordt Feng gedood. Met zijn laatste krachten maakt hij Elizabeth kapitein van zijn schip en opvolger als piratenleider. Terwijl Fengs schip wordt meegevoerd en de bemanning opgesloten is in de Dutchman ontmoet Elizabeth in de cel "Bootstrap" Bill Turner die al langzaam maar zeker één wordt met het schip en zijn geheugen begint te verliezen. Admiraal Norrington, die van Beckett supervisie over Davy Jones gekregen heeft, krijgt echter berouw, mede vanwege zijn liefde voor Elizabeth. Hij helpt Elizabeth en de bemanning ontsnappen, maar offert zich op als Bootstrap alarm slaat en hem neersteekt.
En dan komt het moment dat alle piraten op Shipwreck Cove zijn gearriveerd. Nadat alle 9 Zilverlingen zijn verzameld, wordt Barbossa's plan duidelijk. Hij is van plan Calypso te bevrijden en hoopt op genade van haar. De piratenleiders worden het echter niet eens over wat er nou precies moet gebeuren en ze besluiten om een piratenkoning te kiezen die de knoop moet doorhakken. Er wordt een stemming georganiseerd om te beslissen wie de volgende Koning der Piraten zal worden. Normaal gezien stemmen de piratenleiders steeds op zichzelf, maar Jack kiest voor Elizabeth waardoor zij een stem meer heeft dan de rest en tot koning wordt gekroond. Elizabeth beslist om te gaan vechten tegen Becketts armada.
Ondertussen ontdekt Will waarom Jones ooit zijn hart uit zijn lichaam gesneden had en opgeborgen had in een kist. Calypso was ooit de vrouw van wie Jones hield. In ruil voor het eeuwige leven en haar eeuwige liefde had zij hem de opdracht gegeven om de zielen van alle doden naar het hiernamaals te begeleiden. Eén keer in de tien jaar mocht hij vervolgens aan land om één dag bij haar te kunnen zijn. Tien jaar lang had hij vervolgens zijn leven ingezet voor zijn nobele taak. Maar toen zij die ene dag dat hij aan land was, niet op kwam dagen, werd hij zo kwaad dat hij besloot om voortaan zijn taak te verzaken en wraak op Calypso te nemen. Hij was in die tijd nog een van de negen piratenleiders, en had er tijdens de allereerste piratenleiderbijeenkomst voor gezorgd dat Calypso veroordeeld was tot een mensengedaante. De mensengedaante waartoe Calypso veroordeeld was, wordt vervolgens ook algemeen bekend. Het is Tia Dalma, de mysterieuze Caraïbische toverheks die de hele film lang al op het schip van Jack meereist.

### Het laatste gevecht
Terwijl Will het geheim van Jones en Calypso ontdekt, begint de strijd tussen de enorme armada van Beckett en de laatste paar piratenschepen ter wereld. De piratenleiders besluiten het ritueel te voltrekken om Calypso te bevrijden, omdat zij hun enige hoop lijkt te zijn. Na het ritueel wordt Calypso bevrijd, maar ze weigert enige vorm van assistentie. Wel creëert ze een enorme draaikolk op zee: de maalstroom. Alleen de Black Pearl en de Dutchman wagen zich in deze maalstroom voor een laatste confrontatie. Hoewel het strijdgewoel hevig is, zien Elizabeth en Will tussen neus en lippen door nog wel de kans om elkaar het ja-woord te geven.
Dan nadert de ontknoping. Jack slaagt erin om eindelijk het hart van Jones te pakken te krijgen. Maar een fractie van een seconde voordat hij het doorboort, steekt Jones Will neer. Dit stelt Jack voor een groot dilemma; zelf Jones doden en onsterfelijkheid verkrijgen, of toestaan dat Will met zijn laatste krachten Jones doodt en zo gered kan worden. Hij kiest uiteindelijk voor het laatste. Jones sterft en een schok gaat tevens door van de bemanning van de Flying Dutchman: het mysterieuze schip heeft een kapitein nodig. Langzaam komen de bemanningsleden op de dode Will af; wanneer ze zijn hart uit zijn lichaam halen, zal hij de plek van Jones innemen als nieuwe kapitein van de Flying Dutchman. Het schip zakt vervolgens in de diepte van de maalstroom en Elizabeth ziet haar man verdwijnen, overtuigd dat ze hem nooit meer terug zal zien.
De Black Pearl verlaat de maalstroom, waar Lord Beckett en diens armada hem opwachten. Maar dan ineens, wanneer Jack en zijn bemanning in een gevecht met Lord Beckett ten onder dreigen te gaan, komt de Flying Dutchman weer boven water. Het schip en zijn bemanning staan niet langer meer in dienst van Beckett, waardoor het aan de zij van de Black Pearl vecht om Lord Beckett te verslaan. Beckett is sprakeloos en kan geen bevelen meer geven. Terwijl zijn bemanning van het schip vlucht, verdwijnt Beckett met schip en al de diepte in.
Al het leed lijkt geleden en de piraten kunnen eindelijk opgelucht ademhalen. Maar helemaal "eind goed al goed" is het niet, althans niet voor het kersverse echtpaar Will en Elizabeth. Nu Will de nieuwe kapitein van de Flying Dutchman is, is hij ertoe veroordeeld om met zijn bemanning de taak van Jones over te nemen. Hij kan voortaan maar één dag op land komen, om vervolgens tien jaar lang op zee zielen naar het hiernamaals te begeleiden. Elizabeth en Will aanvaarden hun lot gelaten, en genieten intens van hun ene dag samen, voordat Will aan het eind van de dag voor 10 jaar naar zee vertrekt.

### Slot
De bemanning van de Black Pearl heeft dezelfde dag gebruikt om eens flink te feesten en bij te komen van alle inspanningen. Maar als Mr. Gibbs de volgende dag zijn roes heeft uitgeslapen, en Jack twee zojuist door hem versierde dames zijn mooie schip wil laten zien, komen ze erachter dat Barbossa de Black Pearl weer eens heeft gekaapt. Hij is er met de bemanning en de speciale navigatiekaarten op uitgetrokken om op zoek te gaan naar de Bron van de Eeuwige Jeugd. Maar Jack Sparrow zou Jack Sparrow niet zijn als hij dat niet van tevoren zag aankomen: Wanneer Barbossa enkele uren later de navigatiekaart uitrolt, blijkt het midden van de kaart er door Jack al uitgesneden te zijn. Gibbs en Jack nemen afscheid en Jack stapt in een roeiboot op zoek naar nieuwe avonturen.
Een toegift na de aftiteling van de film toont de eerstvolgende dag dat Will bij zijn vrouw mag zijn, tien jaar na hun laatste keer samen. Voordat Will weg was, was Elizabeth al zwanger van een kind. Bij zonsondergang verschijnt de Flying Dutchman aan de horizon, met Will vol verwachting op de mast van het schip. Aan land treft hij Elizabeth en zijn negen jaar oude zoon Henry Turner. Bij zijn aankomst is een groene lichtflits te zien. Schrijvers Ted en Terry hebben later bevestigd dat dit een teken is dat Wills vloek is opgeheven door Elizabeths lange wachten, en dat Will nooit meer terug hoeft te keren naar de Dutchman.
Noot: In de oorspronkelijke, onbewerkte versie werd in een gesprek tussen Tia Dalma en Davy Jones duidelijk dat Jones ontslagen zou worden van zijn taken wanneer hij na tien jaar op zee zijn geliefde weer in zijn armen kon sluiten. Dat Jones wraak nam op Calypso doordat ze die dag niet op kwam dagen, was daardoor beter te begrijpen. Dit stukje uitleg is echter gesneuveld bij het inkorten van de film. De toegift lijkt daardoor voor Will en Elizabeth aanmerkelijk wranger dan het "in werkelijkheid" is. 

### Citaten
Deze aflevering staat bol van citaten en verwijzingen naar historische en hedendaagse figuren en/of cultuur.
- I don't know Pizarro, but I love his pies - Jack Sparrow
- We shall have a magnificent garden party and you're not invited - Jack Sparrow

## Rolverdeling
| Acteur            | Personage           | Opmerking                                                                     |
| ----------------- | ------------------- | ----------------------------------------------------------------------------- |
| Johnny Depp       | Jack Sparrow        | Kapitein van de Black Pearl                                                   |
| Geoffrey Rush     | Hector Barbossa     | "Kapitein" van de Black Pearl                                                 |
| Orlando Bloom     | Will Turner         | Kapitein van de Flying Dutchman, bemanningslid van Jack/Barbossa              |
| Keira Knightley   | Elizabeth Swann     | Gouverneursdochter & bemanningslid van Jack/Barbossa, Kapitein van de Empress |
| Bill Nighy        | Davy Jones          | Kapitein van de Flying Dutchman                                               |
| Stellan Skarsgård | Bill Turner         | Bootstrap Bill, bemanningslid van Jones                                       |
| Tom Hollander     | Cutler Beckett      | Lord van de Britse Oost-Indische Compagnie                                    |
| Naomie Harris     | Tia Dalma/Calypso   | Godin                                                                         |
| Jack Davenport    | James Norrington    | Admiraal                                                                      |
| Chow Yun-Fat      | Sao Feng            | Chinese kapitein van de Empress                                               |
| Kevin McNally     | Mr. Gibbs           | Bootsman van Jack/Barbossa                                                    |
| Jonathan Pryce    | Weatherby Swann     | Gouverneur                                                                    |
| Keith Richards    | Kapitein Teague     | Kapitein van de Taming Terrence, vader van Sparrow                            |
| Slim Khezri       | Arab Pirate         |                                                                               |
| Lee Arenberg      | Pintel              | Kanonnier van Jack/Barbossa                                                   |
| Mackenzie Crook   | Ragetti             | Kanonnier van Jack/Barbossa                                                   |
| David Bailie      | Cotton              | Bemanningslid van Jack/Barbossa                                               |
| Sergio Calderón   | Kapitein Villanueva | Kapitein van de Centurion                                                     |
| Ghassan Massoud   | Kapitein Amand      | Kapitein van de Refer                                                         |
| Hakeem Kae-Kazim  | Kapitein Jocard     | Kapitein                                                                      |
| Dominic Scott Kay | Henry Turner        | Zoon van Will en Elizabeth Turner                                             |
| Vanessa Branch    | Giselle             | Ex van Sparrow                                                                |

## Achtergrond

### Productie
Gedeelten van de derde film werden tegelijkertijd met het tweede deel, Pirates of the Caribbean: Dead Man's Chest, in 2005 opgenomen. Opmerkelijk, aangezien het script voor de derde film toen nog niet af was. Op de Bahama's werden de schepen uit de film opgebouwd. In een enorme watertank op het eiland werden de scènes met de schepen opgenomen. Op 30 augustus 2006 werd opnieuw begonnen met opnemen. De meeste opnamen werden dit keer gemaakt aan de kust van Californië, maar er werd ook opgenomen op de Bonneville Salt Flats en bij de Niagarraawaterfallen. De scènes die zich afspelen in Singapore werden opgenomen in een studio van Universal. Omdat Singapore in de 18e eeuw, de tijd dat de film zich afspeelt, niet goed is gedocumenteerd, werd het expressionistische Singapore-decor gebaseerd op Chinese en Maleisische steden uit dezelfde periode. In januari 2007 werden de opnamen afgerond.
In 2006 waren korte tijd de eerste 57 pagina's van het script te vinden. Volgens Ted Elliott was dat niet het uiteindelijke script en zijn er sinds het uitlekken al een aantal "aanzienlijke verschillen" tussen dat script en de uiteindelijke film.
Keith Richards, die eigenlijk de inspiratiebron was voor Johnny Depp voor zijn personage Jack Sparrow, werd al in 2005 gekozen voor de rol van de vader van Jack Sparrow. Op 23 juni 2006 bevestigde regisseur Verbinski dit. Volgens acteur Bill Nighy was Richards, bekend als gitarist van de Rolling Stones, dronken tijdens de opnamen.
Na geruchten ontkende Disney in juli 2006 dat de film At World's End zou gaan heten, maar op 31 augustus bevestigde Terry Rossio alsnog de geruchten.

### Filmmuziek
De filmmuziek is door Hans Zimmer gecomponeerd, net als de muziek van de tweede film. De muziek van de eerste film was gecomponeerd door Klaus Badelt, Hans Zimmer en vele onbekende componisten van Remote Control Productions. De filmmuziek is op 22 mei 2007 op cd uitgekomen. Een beknopt overzicht van de nummers op het album:
1. Hoist the Colours

2. Singapore

3. At World's End

4. Multiple Jacks

5. Up Is Down
6. I See Dead People in Boats

7. The Brethren Court

8. Parlay

9. Calypso
10. What Shall We Die For

11. I Don't Think Now Is the Best Time

12. One Day

13. Drink Up Me Hearties

## Prijzen en nominaties
Pirates of the Caribbean: At World's End won in totaal 16 prijzen. Verder werd de film voor nog eens 27 prijzen genomineerd, waaronder 2 Academy Awards.
De gewonnen prijzen zijn:
- de Saturn Award voor beste make-up
- de Blimp Award voor favoriete mannelijke filmster (Johnny Depp)
- de MTV Movie Award voor beste komische optreden (Johnny Depp)
- de Readers' Choice Award van het Mainichi Film Concours voor beste buitenlandse film
- de Readers' Choice Award van de Nikkan Sports Film Awards voor beste buitenlandse film
- People's Choice Awards voor beste film en beste threequel
- Rembrandt Awards voor beste buitenlandse acteur (Johnny Depp) en beste buitenlandse film
- Teen Choice Awards voor acteur (Johnny Depp), actrice (Keira Knightley), actie-avonturen film, Rumble, en schurk
- VES Awards voor Outstanding Animated Character in a Live Action Motion Picture en Outstanding Created Environment in a Live Action Motion Picture

Onder de nominaties bevonden zich onder andere Academy Awards voor beste make-up en beste visuele effecten. Tevens werd Orlando Bloom voor zijn rol in de film genomineerd voor een Gouden Framboos.